# Rioni
Rioni (gruz. რიონი) – główna rzeka zachodniej Gruzji. Ma źródła w górach Kaukaz w regionie Racha i płynie na zachód, uchodząc do Morza Czarnego na północ od Poti. Długość rzeki wynosi 327 km, natomiast powierzchnia dorzecza to 13 400 km². Rzeka jest żeglowna na odcinku 95 km.

## Ustrój rzeki
Reżim rzeki jest złożony deszczowo-lodowcowy. Najwyższy przepływ występuje pomiędzy marcem a październikiem. Średni przepływ przy ujściu wynosi 405 m³/s.
 Miasta nad Rioni
- Kutaisi
- Poti
- Oni